# Lista de episódios de Teen Titans
Esse artigo é uma lista de episódios da série animada Teen Titans. Baseada no título homônimo da DC Comics, centrado em um grupo de super-heróis adolescentes - o líder Robin, a alienígena Estelar, o transmorfo Mutano, o robótico Cyborg, e a maga Ravena -  a série estreou em Cartoon Network em 19 de julho de 2003, e durou até 16 de janeiro de 2006 com cinco temporadas e um total de 66 episódios sendo exibidos, incluindo "The Lost Episode" que foi exibido na Postopia. A série foi cancelada após o episódio "Things Change", o último episódio da temporada cinco, que foi exibido em 16 de janeiro de 2006.
Todas as cinco temporadas estão disponíveis em DVD. Um filme intitulado Jovens Titãs: Missão Tóquio, baseado na série, fez sua estreia na televisão no bloco Toonami da Cartoon Network em 15 de setembro de 2006. O DVD do filme foi lançado em 6 de fevereiro de 2007. As datas apresentadas são datas de transmissões originais dos EUA.

## Episódios

### Sumário
| Temporada | Temporada | Episódios | Transmitido Originalmente | Data de lançamento em DVD |
| --------- | --------- | --------- | ------------------------- | ------------------------- |
|           | 1         | 13        | 2003                      | 7 de Fevereiro de 2006    |
|           | 2         | 13        | 2004                      | 12 de Setembro de 2006    |
|           | 3         | 13        | 2004-2005                 | 10 de Abril de 2007       |
|           | 4         | 13        | 2005                      | 20 de Novembro de 2007    |
|           | 5         | 13        | 2005-2006                 | 22 de Julho de 2008       |
|           | Especiais | 1         | 2005                      | 6 de Fevereiro de 2007    |

### Primeira Temporada: 2003
A primeira temporada foi composta por treze episódios exibidos durante um período de três meses, entre julho de 2003 e outubro de 2003. A temporada foca na obsessão de Robin em enfrentar Slade enquanto lida com os jogos de mente horríveis criados pelo vilão. O conflito de Robin com Slade culmina no final da temporada de duas partes em "O Aprendiz".
Esses episódios foram lançados em A Primeira Temporada Completa DVD em 7 de Fevereiro de 2006.
 Duas versões de DVD intituladas Jovens Titãs: Forças da Natureza e Jovens Titãs: Separar e Conquistar, cada consiste em três episódios da Temporada 1, também foram libertados em 6 de fevereiro de 2007.

| No  | Título                 | Data de transmissão original | Código de produção | Visão geral |
| --- | ---------------------- | ---------------------------- | ------------------ | --- |
| 001 | Prova Final 4          | 19 de Julho de 2003          | 385-903            | Três novos diplomados da Academia H.I.V.E., Chip, Jinx, e Mamute, são contratados por Slade para emboscar os Titãs, que tentam detê-los, mas Robin desaparece durante a luta e a Torre dos Titãs é assumida pelos vilões. |
| 002 | Irmãs                  | 26 de Julho de 2003          | 385-902            | Ao mesmo tempo em que Estelar começa a ser caçada por estranhos robôs alienígenas, sua irmã mais velha, Estrela Negra, inesperadamente faz uma visita à Terra, tornando-se muito popular entre os Titãs. |
| 003 | Separar e Conquistar 4 | 2 de Agosto de 2003          | 385-901            | Os Jovens Titãs enfrentam Cinderblock, que tenta entrar na prisão para libertar Plasmus. Quando um mal-entendido entre Robin e Cyborg leva o vilão a escapar, os dois brigam e Cyborg decide abandonar a equipe. Slade aproveita a divisão, enviando Plasmus para eliminar os Titãs.                                                           |
| 004 | Forças da Natureza 4   | 16 de Agosto de 2003         | 385-904            | Os dois irmãos Trovão e Relâmpago vagam pela cidade à procura de diversão. Infelizmente, sua ideia de diversão se resume a destruir tudo à vista, independentemente daqueles que estão sendo feridos no processo. Enquanto isso, depois de uma brincadeira destinada a Cyborg acertar Estelar, Mutano tenta pedir seu perdão.                  |
| 005 | Minha melhor Parte     | 23 de Agosto de 2003         | 385-905            | Cyborg desliga de repente enquanto joga com os Titãs no parque e explica que suas baterias estão acabando. Durante uma batalha com o mago Mumbo Jumbo, a força de emergência de Cyborg acaba, e ele se perde em um lixão, onde é encontrado por um robô chamado Reparo.                                                                        |
| 006 | Nunca Mais             | 30 de Agosto de 2003         | 385-906            | Durante uma batalha com Dr. Luz, Ravena perde o controle de seus poderes, o que deixa os Titãs preocupados. Mutano e Cyborg infiltram-se em seu quarto, onde um espelho de aparência estranha faz com o que eles entrem na mente de Ravena. |
| 007 | A Troca                | 6 de Setembro de 2003        | 385-907            | Os Titãs recebem um presente no correio: pequenas versões de marionetes de si mesmos. Durante a noite, o vilão Rei das Marionetes usa a sua magia para capturar as almas dos heróis para dentro de suas respetivas marionetes. Um feitiço de Ravena faz com o que ela e Estelar escapem, mas no corpo uma da outra.                            |
| 008 | No Fundo do Mar        | 13 de Setembro de 2003       | 385-908            | Um novo vilão misterioso chamado Tridente surge roubando resíduos nucleares de navios. Os Titãs vão investigar e conhecem um novo herói, Aqualad, que instiga ciúmes em Mutano. |
| 009 | Máscaras4              | 20 de Setembro de 2003       | 385-909            | Um ladrão chamado X, que misteriosamente conhece todas as fraquezas dos Titãs, aparece. Toda vez que os Titãs tentam pegá-lo, eles são derrotados. Enquanto isso, Robin - que ficou obcecado com a captura de Slade - isola-se cada vez mais da equipe.                                                                                        |
| 010 | A Escola               | 27 de Setembro de 2003       | 385-910            | Os Titãs acordam e encontram-se nas mãos de Mad Mod que decidiu que os Titãs estão se comportando mal e precisam voltar à escola. Ele diz que vai ensinar-lhes uma lição que eles nunca esquecerão, que inclui hipnose, lavagem cerebral e um material escolar bem perigoso.                                                                   |
| 011 | O Carro                | 11 de Novembro de 2003       | 385-911            | Cyborg finalmente finalizou seu 'bebê', o T-Car. Mas depois de uma batalha com Sobrecarga, seu carro desaparece. Ele é roubado por dois bandidos chamados Cash e Sammy, depois Chip e por fim Sobrecarga, o último do qual obriga Cyborg a tomar uma decisão dolorosa.                                                                         |
| 012 | Aprendiz - Parte 14    | 4 de Outubro de 2003         | 385-912            | Slade ameaça usar um detonador que pode destruir a cidade inteira se desencadeado. Enquanto Robin vai atrás de Slade, os outros Titãs tentam desarmar o detonador. O que eles não imaginam, é que Slade tem outros objetivos em mente. |
| 013 | Aprendiz - Parte 24    | 11 de Outubro de 2003        | 385-913            | Os Titãs não conseguem contato com Robin e começam a ficar preocupados, isto é, até que eles o flagram roubando uma instalação como aprendiz de Slade. Depois de serem derrotados por Robin, os Titãs passam a acreditar que ele se tornou um criminoso. Na verdade, a vida de um vilão vem a um preço ainda mais amargo para o próprio Robin. |

### Segunda Temporada: 2004
A segunda temporada foi composta por treze episódios exibidos durante um período de sete meses, entre janeiro de 2004 e agosto de 2004. Esta temporada é baseada na história "O Contrato de Judas", focando no romance de Mutano com Terra, além da traição da mesma. A última traição e redenção de Terra, juntamente com sua batalha com Mutano e os outros Titãs, ocorrem no final da temporada de duas partes em "Após o Tremor".
Estes episódios foram lançados em DVD em 12 de setembro de 2006.
| No  | Título                      | Data de transmissão original | Código de produção | Visão geral |
| --- | --------------------------- | ---------------------------- | ------------------ | --- |
| 014 | Quanto Tempo é Para Sempre? | 10 de Janeiro de 2004        | 257-321            | Estelar está tentando comemorar o feriado Tamaraniano de Blorthog, o festival de amizade, quando Warp, um vilão do futuro, volta ao presente para roubar um artefato antigo. Quando Estelar o persegue, ela se vê presa no futuro e descobre que isso teve uma grande mudança para seus amigos. |
| 015 | Todo Cão tem seu Dia        | 17 de Janeiro de 2004        | 257-322            | Sendo ignorado por seus companheiros de equipe que estão ocupados, Mutano se sente excluído, então ele perambula pela cidade, eventualmente transformado em um cachorro. Para sua surpresa, ele encontra um outro cachorro verde que está sendo perseguido por um disco voador. |
| 016 | Terra 4                     | 24 de Janeiro de 2004        | 257-323            | Os Titãs avistam uma garota sendo perseguida por uma criatura gigante e se preparam para resgatá-la. Seu nome é Terra, e ela possui o dom da geocinese. No entanto, Terra possui um segredo, e Slade se mostra interessado por ela. |
| 017 | Apenas Humano               | 31 de Janeiro de 2004        | 257-324            | Quando Cyborg derrota o robô Atlas em um videogame online, ele desafia Cyborg para uma luta no mundo real, que Cyborg perde devido à força maior do adversário, que passa a caçar os outros Titãs. |
| 018 | Medo em Si                  | 7 de Fevereiro de 2004       | 257-325            | Os Titãs alugam um filme de terror chamado Medo Fatal. Depois de assisti-lo, todos se apavoram, embora Ravena se recuse a admitir o mesmo sentimento para os outros. Durante a noite, coisas estranhas começam a acontecer na Torre. |
| 019 | Encontro com o Destino1     | 14 de fevereiro de 2004      | 257-326            | A cidade é subitamente atacada por um exército de traças gigantescas do Mariposa Assassina, que tem uma proposta para Robin: levar sua filha ao baile de formatura, caso contrário, seu exército destruirá a cidade. |
| 020 | Transformação               | 21 de fevereiro de 2004      | 257-327            | Estelar acorda um dia para descobrir um grande nódulo na testa. Mas este é apenas o início de uma série de transformações bizarras que a afetam. |
| 021 | A Nova Titã4                | 28 de fevereiro de 2004      | 257-328            | Terra reaparece, alegando que agora consegue controlar seus poderes, e os Titãs a aceitam na equipe. No entanto, Ravena sente que há algo de errado com Terra. |
| 022 | O Vencedor Leva Tudo 1      | 6 de março de 2004           | 257-329            | Durante um jogo de cartas na Torre, Robin, Cyborg e Mutano acabam em outra dimensão, juntamente com Ricardito, Hot Spot, Chip, Aqualad e Gnu. Lá eles conhecem o Senhor dos Jogos, que anuncia que eles foram convidados para um torneio para decidir quem é o melhor guerreiro de todos os tempos. Cyborg no entanto, logo começa a suspeitar do que o torneio seja mais do que o Senhor dos Jogos lhes diz. |
| 023 | Traição 4                   | 31 de Julho de 2004          | 257-330            | Terra já foi aceita como Titã e ganhou a confiança de sua equipe. Tudo está perfeito, com ela brilhando na derrota dos vilões, dona de um próprio quarto na Torre e também goza de um romance em florescimento com Mutano. No entanto, enquanto Mutano e Terra estão fora para um encontro a Torre é atacada por um exército de robôs de Slade.                                                               |
| 024 | Fraturado 1, 2              | 7 de Agosto de 2004          | 257-331            | Durante uma perseguição ao vilão Johnny Rancid, Robin cai de moto e quebra seu braço. Ele está se culpando pela fuga quando de repente, uma versão interdimensional de si mesmo chamado "nosyarG kciD" surge do seu crânio. Quando Larry (o nome que os Titãs decidem chamá-lo por simplicidade) quebra seu "dedo mágico", a realidade se distorce.                                                           |
| 025 | Após o Tremor - Parte 1 4   | 14 de Agosto de 2004         | 257-332            | Os Titãs estão curtindo o T-Car quando de repente são atacados por Terra, que agora se tornou a nova aprendiz de Slade. Depois de uma batalha feroz entre eles e sua ex-companheira de equipe, os Titãs são derrotados. |
| 026 | Após o Tremor - Parte 2 4   | 21 de Agosto de 2004         | 257-333            | A cidade foi conquistada por Slade, e Terra o aceitou completamente como seu mestre. No entanto, os Titãs não estão mortos, tendo conseguido reagrupar-se no subsolo. Agora convencidos de que Terra nunca foi sua amiga, eles estão determinados a derrotá-la. |

### Terceira Temporada: 2004–2005
A terceira temporada foi composta por treze episódios exibidos durante um período de cinco meses, entre agosto de 2004 e janeiro de 2005. A temporada se concentra na dificuldade de Cyborg em aceitar sua própria maturidade, além do seu desejo em liderar sua própria equipe. A temporada também apresenta um novo vilão chamado Irmão-Sangue. Os desejos de liderança de Cyborg e sua batalha final com Irmão-Sangue são explorados no final da temporada em duas partes em "Titãs da Costa Leste".
Estes episódios foram lançados no DVD A Terceira Terceira Completa em 10 de abril de 2007.
| No  | Título                                                  | Data de transmissão original | Código de Produção | Visão geral |
| --- | ------------------------------------------------------- | ---------------------------- | ------------------ | --- |
| 027 | Farsa 4                                                 | August 28, 2004              | 257-481            | A Academia H.I.V.E. retomou as aulas, e Jinx, Chip e Mamute estão causando problemas na cidade, servindo sob o novo diretor da Academia. Robin suspeita que este novo diretor está planejando algo, e portanto, atribui Cyborg para ir disfarçado como um aluno da H.I.V.E. Infelizmente, toda a tecnologia e dados de Cyborg agora estão ao alcance do diretor e novo inimigo dos Titãs: Irmão-Sangue.                                                          |
| 028 | X                                                       | 4 de Setembro de 2004        | 257-482            | Os Titãs tentam parar um assalto apenas para descobrirem que quem está cometendo-o é ninguém menos que X. Alguém desconhecido roubou o traje que Robin projetou, deixando-o culpado e agora determinado em capturar o novo X. Sua busca para apreendê-lo, no entanto, inadvertidamente desencadeia um mal maior, no qual o X prova ser um elemento chave fundamental.                                                                                            |
| 029 | O Prometido                                             | 11 de Setembro de 2004       | 257-483            | Estelar está indo para seu planeta natal Tamaran, onde ela é uma princesa, sob ordens do "Grande Governante". Na verdade este é sua irmã malvada Estrela Negra, que quer que Estelar se case com outro alienígena para cancelar um ataque em seu planeta. Robin está chateado com o fato de Estelar estar preparada para se casar com alguém que ela nunca conheceu.                                                                                             |
| 030 | Pane 1                                                  | 18 de Setembro de 2004       | 257-484            | Mutano tenta usar computadores da Torre dos Titãs para jogar um game, com pouco sucesso. Por conseguinte, ele involuntariamente usa o sistema de recarrega de Cyborg, baixando um vírus. Quando Cyborg mais tarde tenta usá-lo, o vírus o infecta e faz com que ele arrase toda a cidade, devorando tudo à vista. Os Titãs não têm escolha senão procurar ajuda de Chip antes que Cyborg espalhe o vírus altamente agressivo em toda a cidade.                   |
| 031 | Assombração                                             | 2 de Outubro de 2004         | 257-485            | Desde que Slade desapareceu, Robin tem se perguntado se ele realmente se foi. Quando Cinderblock escapa a prisão, Robin de repente vê Slade novamente. O problema é que só pode vê-lo. |
| 032 | Enfeitiçado                                             | 9 de Outubro de 2004         | 257-486            | Ravena está se isolando dos outros Titãs, sentindo que ninguém a entende e que apenas a consideram "assustadora". Então, um dia, um dos livros mágicos que ela está lendo de repente passa a se comunicar com ela, chamando-se de Malchior. Ele parece compreendê-la e encoraja-a a não se sentir inferior, tornando-a mais feliz e alegre. Ela decide quebrar a maldição que o liga ao livro, mas infelizmente, Malchior não é tão honesto quanto aparenta ser. |
| 033 | Revolução1                                              | 16 de Outubro de 2004        | 257-487            | É 4 de Julho e todos estão comemorando, até que Mad Mod adentra à festa, transformando a cidade e suas pessoas em fac-símiles ingleses, além de drenar a juventude de Robin para si. Sem o seu líder, os outros Titãs caem em brigas até redescobrirem os valores da verdadeira democracia. |
| 034 | Ondas4                                                  | 23 de Outubro de 2004        | 257-488            | Aqualad aparece na Torre para reclamar sobre o 'lixo' em seu mar: a nova Academia H.I.V.E. Seu diretor, Irmão-Sangue, pretende usar uma nova arma com base na tecnologia de Cyborg. Tentando impedi-lo, Cyborg se junta a Abelha, outra aluna da Academia H.I.V.E. |
| 035 | O Animal Dentro de Nós                                  | 30 de Outubro de 2004        | 257-489            | Enquanto luta contra o vilão Adonis em um laboratório de química, Mutano é coberto de produtos que lhe causam efeitos colaterais drásticos. |
| 036 | Eu Posso Ficar com Ele?1                                | 6 de Novembro de 2004        | 257-490            | Depois de derrotar Johnny Rancid, os Titãs retornam à Torre apenas para encontrá-la parcialmente destruída. Acontece que Mutano adotou um dos bichos-da-seda do Mariposa Assassina como animal de estimação, chamando-o de 'Silkie'. Para impedir que Silkie seja descoberto, ele o entrega à Estelar que o alimenta com comida alienígena de seu planeta natal, fazendo com que ele cresça drasticamente e provoque muitos problemas.                           |
| 037 | A Coelha Ravena ou Como Fazer Um Titanimal Desaparecer1 | 8 de Janeiro de 2005         | 257-491            | Ao tentar parar o Mumbo Jumbo, os Titãs são sugados para sua cartola, despojados de seus poderes e transformados em animais. Assim, os Titãs têm que pensar em outro truque para derrotar o Mago, caso contrário desaparecerão para sempre. |
| 038 | Os Titãs da Costa Leste - Parte 1 4                     | 15 de Janeiro de 2005        | 257-492            | Uma nova filial dos Titãs é fundada. Com o nome de Titãs da Costa Leste, consiste em Abelha, Ricardito, Aqualad, e os super rápidos gêmeos da Guatemala Más y Menos. Cyborg vai ajudar na construção da nova Torre, quando é surpreendido pela aparição do Irmão-Sangue. |
| 039 | Os Titãs da Costa Leste - Parte 2 4                     | 22 de Janeiro de 2005        | 257-493            | Para o choque de Cyborg, os Titãs da Costa Leste se revelam sob o controle do Irmão-Sangue, que reaparece com algumas mudanças chocantes: ele agora é meio robô, tendo usado a tecnologia de Cyborg em si mesmo. |

### Quarta Temporada: 2005
A quarta temporada foi composta por treze episódios e exibida durante seis meses, entre janeiro de 2005 e julho de 2005. Esta temporada é baseada nos quadrinhos "The Terror of Trigon". Seus episódios se concentram nas emoções reprimidas de Ravena em relação ao seu pai, Trigon, e seu destino, que é destruir a Terra, em preparação para o governo de seu pai. A batalha final dos Titãs com Trigon e a renúncia de Ravena ocorre no final da temporada em três partes em "O Fim".
Estes episódios foram lançados no DVD A Quarta Temporada Completa em 20 de novembro de 2007.
| No  | Título                                                           | Data de transmissão original | Código de produção | Visão geral |
| --- | ---------------------------------------------------------------- | ---------------------------- | ------------------ | --- |
| 040 | 257-494 (título de trabalho original: "Não toque nesse disco") 1 | 17 de Janeiro de 2005        | 257-494            | O Maluco do Controle escapa da prisão e consegue entrar no mundo televisível. Os Titãs o perseguem, mas o conhecimento excessivo de TV do vilão causa grande dificuldade. A melhor chance dos Titãs é confiar em Mutano e seu conhecimento extenso, parecendo com o Maluco do Controle, na TV.                                                         |
| 041 | A Busca                                                          | 29 de Janeiro de 2005        | 257-495            | Depois de perder uma luta pro vilão Katarou, Robin viaja para Ásia para treinar com um poderoso mestre de artes marciais, conhecido como "O Verdadeiro Mestre". Enquanto isso, os outros Titãs tentam preencher a lacuna deixada por Robin de uma forma bastante incomum.                                                                              |
| 042 | A Marca de Nascença 4                                            | 5 de Fevereiro de, 2005      | 257-496            | Slade faz uma aparição aos Titãs. Enquanto eles se esforçam para descobrir como ele sobreviveu ao ataque de Terra, ele almeja Ravena por razões desconhecidas. Enquanto eles estão lutando contra Slade, Ravena congela o tempo, então liberta Robin do tempo congelado. No entanto, Slade não é afetado.                                              |
| 043 | Cyborg, O Bárbaro                                                | February 12, 2005            | 257-497            | Cyborg é acidentalmente jogado milhares de anos no passado, e por coincidência, vem em auxílio de uma mulher chamada Sarasim, cuja tribo está sob ataque de uma horda de criaturas horríveis. No entanto, a batalha desgasta suas baterias, e não há lugar para ele recarregar.                                                                        |
| 044 | O Empregado do Mês 1                                             | 19 de Fevereiro de 2005      | 257-498            | Em meio a uma série de ataques OVNIs em fazendas (com os alvos sendo vacas, para surpresa geral), Mutano quer um ciclomotor, mas não tem dinheiro para obter um, sendo forçado a conseguir um emprego na churrascaria Boizão, que acaba tendo segredos obscuros.                                                                                       |
| 045 | Troq                                                             | 9 de Maio de 2005            | 257-499            | Val-Yor, um alienígena de outro planeta, pede a ajuda dos Titãs para lutar contra um inimigo. No entanto, Estelar descobre mais tarde que ele não gosta muito de Tamaranianos como ela. |
| 046 | A Profecia4                                                      | 4 de Junho de 2005           | 257-500            | Ravena tem escondido um segredo obscuro. Enquanto os Titãs tentam descobrir o motivo de Slade estar atrás dela, Ravena é forçada a enfrentar a verdade: ela está destinada a destruir com o mundo. |
| 047 | Encrencados1                                                     | June 11, 2005                | 257-501            | Ao serem atacados por um alienígena no espaço exterior, os Titãs dividiram inadvertidamente o T-Ship. Encalhados e separados em várias áreas diferentes de um planeta alienígena, os Titãs devem agora se reunir novamente. |
| 048 | A Todo Vapor                                                     | 18 de Junho de 2005          | 257-502            | Cyborg instala um novo chip de computador em seus circuitos, aumentando consideravelmente sua velocidade e eficiência. Mas quando um metahumano multiplicador, Billy Numeroso aparece na cena, Cyborg terá de se esforçar ainda mais para detê-lo. |
| 049 | Mamãe Posso Ir                                                   | 25 de Junho de 2005          | 257-503            | Usando uma torta encantada trazida acidentalmente por Cyborg, Mãe Mae-Eye consegue induzir o controle mental sobre todos os Titãs, regredindo-os em "filhos" obedientes que a consideram sua mãe. Quando Estelar consegue se libertar do controle da vilã, ela percebe a verdade por trás da Mãe e tenta trazer a mente de seus companheiros de volta. |
| 050 | O Fim - Parte 1 4                                                | 2 de julho, 2005             | 257-504            | Ravena descobre que este é o dia em que ela temeu toda a vida - o dia em que ela acabará com o mundo. Ela faz tudo o que pode para tornar o último dia de seus amigos na Terra o mais feliz de todos antes que seja tarde demais. |
| 051 | O Fim - Parte 24                                                 | 9 de julho, 2005             | 257-505            | Ravena foi destruída. Agora os quatro Titãs restantes mais um amargo Slade devem parar Trigon e seus lacaios. Sua única defesa é o Anel de Azar, que é dado a eles por Slade para proteção. Enquanto Estelar, Cyborg e Mutano enfrentam Trigon, Robin segue Slade para encontrar Ravena.                                                               |
| 052 | O Fim - Parte 34                                                 | July 16, 2005                | 257-506            | Slade revela que sua humanidade foi tirada quando Trigon o trouxe de volta à vida. Robin encontra a versão mais nova de Ravena que foi despojada de seus poderes. Enquanto isso, os outros Titãs estão lutando por suas vidas contra os maus inimigos de si mesmos.                                                                                    |

### Quinta Temporada: 2005–2006
A temporada cinco incluiu 13 episódios exibidos durante em um período de quatro meses, entre setembro de 2005 e janeiro de 2006. Estes episódios foram lançados no DVD A Quinta Temporada Completa em 22 de julho de 2008. Seu enredo é focado em Mutano e sua história com a Patrulha do Destino, e o primeiro confronto dos Titãs com a Irmandade Negra. Ao contrário das quatro temporadas anteriores, o episódio de duas partes "A Volta para Casa" foi a estreia da quinta temporada. O episódio final é As Coisas Mudam. Missão em Tóquio foi considerado o final da série.
| No  | Title                        | Original airdate       | Production code | Overview |
| --- | ---------------------------- | ---------------------- | --------------- | --- |
| 053 | A Volta Para Casa - Parte 14 | September 25, 2005     | 507             | A Patrulha do Destino, os ex-companheiros de Mutano, foram atacados, e Mutano e os Titãs deve encontrá-los. Mais tarde, eles descobrem que a Patrulha foi capturada pelos seus piores inimigos, a Irmandade Negra. |
| 054 | A Volta Para Casa - Parte 24 | 1 de Outubro de 2005   | 508             | A Patrulha do Destino está a salvo agora. Mutano reúne-se à equipe, e eles estão preparados para parar a Irmandade Negra de uma vez por todas, mas a Irmandade também faz seus preparativos para destruir os Titãs e seus aliados. |
| 055 | Confiança4                   | 8 de Outubro de 2005   | 509             | A Irmandade Negra está visando jovens super-heróis em todo o mundo. Para facilitar este plano, Madame Rouge vai atrás do Titã Honorário Hot Spot. |
| 056 | De Verdade1, 5               | 15 de Outubro de 2005  | 510             | Enquanto os Jovens Titãs estão lutando contra a Irmandade Negra, os Titãs da Costa Leste viajam para Jump City para patrulhar, e enfrentam problemas em serem aceitos como Titãs pela população. Além disso, o Maluco da Controle escapa da prisão e está pronto para enfrentar os verdadeiros Titãs. |
| 057 | Neve                         | 28 de Outubro de 2005  | 511             | Em uma missão na Sibéria, Estelar se perde em uma tempestade de neve e faz amizade com um herói chamado Estrela Vermelha, que abriga um segredo obscuro. |
| 058 | Kole5                        | 5 de Novembro de 2005  | 512             | Os Jovens Titãs enfrentam um novo e melhorado Dr. Luz em uma calota de gelo polar, e eles descobrem dois novos heróis: Kole e seu parceiro Gnark. |
| 059 | Pique Esconde1, 5            | 11 de Novembro de 2005 | 513             | Enquanto os outros Titãs estão lutando contra a Irmandade Negra, Ravena tem a missão de tomar conta de três crianças chamadas Melvin, Timmy Tantrum e Teether, que estão começando a desenvolver seus poderes. Contudo, Monsieur Mallah está atrás dos três jovens heróis. |
| 060 | Velocidade da Luz 3, 5       | 3 de Dezembro de 2005  | 514             | Os Titãs da Costa Leste são chamados de volta à Steel City e a Academia H.I.V.E. aproveita sua ausência para roubar sem obstáculos. Mas um novo herói chamou Kid Flash aparece para impede-os em várias ocasiões, embora, ao mesmo tempo ele se aproxima de Jinx. Quando ela descobre que ele é procurado por Madame Rouge, Jinx encontra-se em uma decisão difícil. |
| 061 | Acelerado1                   | 10 de Dezembro de 2005 | 515             | Ding Dong Daddy rouba uma maleta de Robin, contendo o seu bem mais precioso. A única maneira de conseguir isso é vencê-lo em uma corrida. O que os Titãs não imaginam, é que vários outros super-vilões também estão atrás do material. |
| 062 | Atacar!                      | 17 de Dezembro de 2005 | 516             | A origem dos Jovens Titãs é explicada neste episódio, revelando que tudo começou quando uma garota alienígena caiu na Terra. |
| 063 | Chamando todos os Titãs 4    | 7 de Janeiro de 2006   | 517             | Depois de meses de luta contra a Irmandade Negra, os Jovens Titãs voltam para Jump City. No entanto, eles devem recrutar alguns jovens heróis antes que a Irmandade os ataque. A batalha final começou. |
| 064 | Titãs Juntos 4               | 14 de Janeiro de, 2006 | 518             | Mutano, Pantha, Más, Arauto e Jericó são os únicos Titãs que escaparam do ataque da Irmandade Negra. Agora eles devem salvar os outros Titãs antes que seja tarde demais. |
| 065 | As Coisas Mudam              | 16 de Janeiro de 2006  | 519             | Os Jovens Titãs retornam para casa e devem aceitar algumas mudanças ocorridas durante sua ausência. Durante uma briga com uma criatura, Mutano localiza uma jovem garota do ensino médio que se parece muito Terra, mas ela não tem lembranças de seu passado com os Titãs ou do romance com Mutano. Mutano tenta muitas coisas para tentar levá-la a lembrar, mas sem proveito. Após um encontro com Slade, Mutano é forçado a fazer uma das escolhas mais difíceis de sua vida: deixar o passado e avançar. |

1  - o tema de introdução japonesa (episódio de luz)

2  - o tema de introdução japonês com a voz de fundo de Larry

3  - os segundos finais do show de abertura e o H.I.V.E. Cinco interrompendo com Jinx dizendo: "Somos o H.I.V.E. Cinco e este é o nosso show agora"

4  - o episódio é parte integrante da trama principal da temporada

5  - o episódio refere-se brevemente ao enredo principal da Temporada 5

#### Especial
Este é um episódio de meio-comprimento (12 minutos) que foi apresentado no Postopia.com, o site da Post Cereals para crianças, como parte de uma campanha promocional on-line. Nunca foi transmitido na televisão.
| No  | Título           | Data de transmissão original | Código de produção | Visão geral                                             |
| --- | ---------------- | ---------------------------- | ------------------ | ------------------------------------------------------- |
| 001 | The Lost Episode | 11 de Janeiro de 2005        | 256-520            | Um novo vilão chamado Punk Rocket cria caos em um show. |

## Filme
Um filme direto para TV e DVD baseado na série de desenhos animados Jovens Titãs foi produzido pela Warner Bros.; Ele foi transmitido na Cartoon Network no outono de 2006 e foi lançado em DVD em fevereiro de 2007. "The Lost Episode" foi incluído como um recurso extra no DVD. Em 2019 foi lançado uma continuação ao filme de 2003 e ao filme do reboot lançado em 2018
| No  | Título                                       | Lançamento             | Escritor                            | Diretor                                     | Visão geral |
| --- | -------------------------------------------- | ---------------------- | ----------------------------------- | ------------------------------------------- | --- |
| 001 | Os Jovens Titãs: Missão Tóquio               | 15 de Setembro de 2006 | David Slack                         | Michael Chang, Ben Jones and Matt Youngberg | Quando um vilão Japonês chamado Saico-Tek ataca a Torre dos Titãs, o grupo entra em ação. Robin descobre que Saico-Tek foi enviado por um criminoso japonês misterioso e ameaçador conhecido como Brushogun, então os Jovens Titãs viajam para Tóquio para rastrear o vilão para baixo. enquanto isso Robin e Estelar devem finalmente chegar a um acordo sobre seus fortes sentimentos românticos uns pelos outros. |
| 002 | Os Jovens Titãs em Ação! vs. Os Jovens Titãs | 21 de julho de 2019    | Jeremy Adams e Marly Halpern-Graser | Jeff Mednikow                               | As Terras colidem quando o misterioso “Senhor dos Jogos” aparece na Torre Titã e coloca os Jovens Titãs em uma disputa contra suas contrapartes mais altas e mais sérias. Agora, nossos heróis devem colocar suas diferenças de lado e trabalhar em conjunto para impedi-lo. É uma crise de proporções multiversais que exigirá nada menos do que duas versões dos Jovens Titãs para ser solucionada!                |

## Ligações Externas
- Episode Guide from TitansTower.com
- Lista de episódios no IMDb